# Cologne (Minnesota)
Cologne város az USA Minnesota államában, Carver megyében. Lakosainak száma 2047 fő (2020. április 1.).

## Népesség
A település népességének változása:
| Lakosok száma | 60   | 1519 | 2047 |
|               | 1880 | 2010 | 2020 |